# Susan Sirma
Susan Sirma (Kenia, 26 de mayo de 1966) fue una atleta keniana, especializada en la prueba de 3000 m en la que llegó a ser medallista de bronce mundial en 1991.

## Carrera deportiva
En el Mundial de Tokio 1991 ganó la medalla de bronce en los 3000 metros, con un tiempo de 8:39.41 segundos, llegando a la meta tras las soviéticas Tetyana Samolenko-Dorovskikh (oro) y Elena Romanova (plata).